# Палимбия солончаковая
Пали́мбия солончако́вая, или Палимбия ожива́ющая (лат. Palīmbia sālsa) — многолетнее травянистое растение; вид рода Палимбия (Palimbia) семейства Зонтичные (Apiaceae).

## Ботаническое описание
Стержнекорневой травянистый прямостоячий многолетник высотой 50—100 см, в верхней половине — ветвистый, с тонкими отклонёнными ветвями.
Прикорневые листья на длинных черешках, в очертании продолговатые, длиной 8—20 и шириной 3—10 см, дважды-трижды-перисторассечённые, с очень узколинейными щетинковидными долями, почти голые. Стеблевые листья без пластинок, с одними влагалищами 1—2 см длиной.
Мелкие, беловатые, светло-палевые цветки — в сложных широких многочисленных зонтиковидных соцветиях, расположенных на концах ветвей; срединные зонтики плодущие, боковые — бесплодные. Зонтики соцветия 3—12 (20)-лучевые, обёртки и обёрточки из трёх — пяти линейных или щетиновидных листочков, короче лучей зонтика и зонтичков (из пяти — десяти цветков). Цветёт в июне — июле.
Плоды — продолговато-линейные вислоплодники, сжатые со спинок, длиной 5—6 и шириной 2 мм.

## Распространение и местообитание
Ареал европейская часть России, Украина, Крым, Молдавия, Кавказ, Западная Сибирь, Средняя Азия.
Лимитирующие факторы — распашка степей, выпас скота.

## Охранный статус

### В России
В России вид входит в Красную книгу Краснодарского края и Красную книгу Саратовской области. Растёт на территории Оренбургского заповедника.

### На Украине
Входит в Красную книгу Украины и Луганской области, охраняется решениями Донецкого и Луганского областных советов.